# مرده‌تر از زنده
مرده‌تر از زنده به انگلیسی: (Deader Than Thou) رمانی جنایی نوشته رابرت سافر است که اولین بار در سال ۱۹۶۸ منتشر شد. این کتاب اولین رمان از مجموعه کتاب‌های کارآگاه خصوصی، فیلیپ مارلو، به‌شمار می‌رود.

## خلاصه داستان
داستان در لس‌آنجلس دهه ۱۹۴۰ اتفاق می‌افتد و ماجرای فیلیپ مارلو، کارآگاه خصوصی، را دنبال می‌کند که توسط ژنرال استرن‌وود استخدام می‌شود تا در مورد ناپدید شدن دخترش، شارلوت، تحقیق کند. شارلوت دختری یاغی و بی‌بندوبار است که با مردان زیادی رابطه داشته و به قمار و مواد مخدر اعتیاد دارد. مارلو در جریان تحقیقات خود با افراد مختلفی از جمله همسر شارلوت، ادی مارس، که صاحب یک کلوپ شبانه است، دوست شارلوت، کارمن، و یک تهیه‌کننده فیلم به نام آرتور گوندerson، ملاقات می‌کند. هرچه مارلو بیشتر در پرونده شارلوت کندوکاش می‌کند، بیشتر متوجه می‌شود که این پرونده پیچیده‌تر از آن چیزی است که در ابتدا به نظر می‌رسید.

## شخصیت‌ها
- فیلیپ مارلو: کارآگاه خصوصی و شخصیت اصلی داستان.
- ژنرالاسترن‌وود: مرد ثروتمند و پدر شارلوت.
- شارلوتاسترن‌وود: دختر ژنرال استرن‌وود که ناپدید شده است.
- ادیمارس: همسر شارلوت و صاحب یک کلوپ شبانه.
- کارمن: دوست شارلوت.
- آرتور گوندerson: تهیه‌کننده فیلم.

## اقتباس سینمایی
این رمان در سال ۱۹۷۸ توسط مایکل وینر با بازی رابرت میچام در نقش فیلیپ مارلو اقتباس شد.

## نقدها
- «مرده‌تر از زنده» با نقدهای مثبت منتقدان روبرو شد و بسیاری آن را یکی از بهترین رمان‌های رابرت سافر دانستند.
- منتقدان، شخصیت‌پردازی مارلو، داستان جذاب و دیالوگ‌های هوشمندانه کتاب را ستودند.
- برخی از منتقدان، خشونت و صحنه‌های غیراخلاقی کتاب را مورد انتقاد قرار دادند.

## جوایز
- این کتاب در سال ۱۹۶۹ برنده جایزه ادگار آلن پو برای بهترین رمان شد.